# 苦酒湯
苦酒湯，出自《傷寒雜病論》。為治咽痛、聲啞之方劑。

## 主治
少陰病，咽中傷，生瘡，痛引喉旁，不能語言，聲不出者。